# Cyartonema germanicum
Cyartonema germanicum is een rondwormensoort uit de familie van de Aegialoalaimidae. De wetenschappelijke naam van de soort is voor het eerst geldig gepubliceerd in 1972 door Juario.